# Hell or High Water (álbum de As Cities Burn)
Hell or High Water es el tercer álbum de la banda cristiana de indie rock As Cities Burn . Según una publicación de MySpace, el líder Cody Bonnette y un amigo de la banda, Tyler Orr, grabaron casi todo el álbum de forma particular, en la pequeña ciudad de Cleveland, Tennessee, en First Street. Fue lanzado el 21 de abril de 2009, a través de Tooth & Nail Records . Este álbum incluye también la participación del cantante original de As Cities Burn, TJ Bonnette, en las canciones "84 Sheepdog" y "Gates", así como de Robert Chisolm de Jonezetta y Micah Boyce de So Long Forgotten, en la canción "Capo". El álbum se ubicó en el pusto 109 en el Billboard 200 en su primera semana. La pista oculta al comienzo del álbum se subió a la página de MySpace del cantante Cody bajo el nombre "Aerial".

## Lista de canciones
| N.º   | Título            | Duración |  |
| 1.    | «'84 Sheepdog»    | 3:08     |  |
| 2.    | «Errand Rum»      | 3:18     |  |
| 3.    | «Into the Sea»    | 4:32     |  |
| 4.    | «Made Too Pretty» | 4:06     |  |
| 5.    | «Lady Blue»       | 6:20     |  |
| 6.    | «Petty»           | 3:40     |  |
| 7.    | «Daughter»        | 3:13     |  |
| 8.    | «Pirate Blues»    | 4:09     |  |
| 9.    | «Capo»            | 4:00     |  |
| 10.   | «Gates»           | 5:48     |  |
| 42:14 |                   |          |  |